# 동창생 (2013년 영화)
《동창생》(同窗生)은 2013년 공개된 대한민국의 액션 영화이다. 북한 정찰군 소속 장교였던 리명훈이 동생을 구하기 위해 남한으로 내려가서 공작원으로 활동하는 내용을 담고 있다.

## 캐스팅
- T.O.P : 리명훈 역
- 한예리 : 이혜인 역
- 윤제문 : 차정민 역
- 조성하 : 문상철 역
- 김유정 : 리혜인 역
- 이주실 : 황정숙 역
- 정호빈 : 북두성 역
- 김선경 : 장부인 역
- 곽민석 : 김집사 역
- 동현배 : 일진친구 역
- 김민재 : 안경 역
- 정윤민 : 흉터 역
- 엄태구 : 일진남 역
- 최정선 : 무용반장 역
- 박지일 : 국정원부장 역
- 이신성 : 동섭 역
- 마성민 : 안경부하 1 역
- 정한빈 : 8전당 잔당 역
- 김인호 : 아저씨 역
- 이홍선 : 약국남자 역
- 최영 : 담임선생님 역
- 서광재 : 과학선생님 역
- 서정훈 : 일진패거리1 역
- 황세정 : 일진패거리2 역
- 정두겸 : 국정원장 역
- 정기섭 : 국정원지휘관 역
- 선학 : 국정원요원 역
- 채수린 : 국정원상담사 역
- 김동곤 : 경찰관 역
- 박상규 : 대외실장 역
- 유하복 : 북한간부 역
- 박길수 : 복권방 역
- 진용욱 : 제빵사 역
- 박용 : 재봉사 역
- 서동수 : 권투장 역
- 장대윤 : 정육점 역
- 이한솔 : 인상남 역
- 김정섭 : 선장 역
- 김정팔 : 연락관 역
- 김흥래 : 연락관경호실장 역
- 박상진 : 꼴초 역
- 박진우 : 김선명 역
- 이상희 : 성형남 역
- 고경민 : 시장남 역
- 양현모 : 탈북아이 역
- 김유리 : 정육점소녀 역
- 황연희 : 하나원여교사 역
- 안성민 : 하나원남교사 역
- 강한나 : 와플집알바 역
- 엄옥란 : 와플집손님 역
- 강빛 : 어린명훈 역
- 한송이 : 무용학원생 역
- 이유진 : 무용학원생 역
- 김보람 : 무용학원생 역
- 이미지 : 무용반학생 역
- 오정민 : 국정원요원 역
- 김진성 : 옥탑요원 역
- 김혁수 : 안경부하 역
- 박준혁 : 안경부하 역
- 하철 : 안경부하 역
- 정찬성 : 연락관경호원 역
- 권혁석 : 연락관경호원 역
- 남성현 : 8전당잔당 역
- 유현덕 : 8전당잔당 역
- 조위상 : 8전단 잔당 역
- 김향배 : 8전단잔당 역
- 김선희 : 8전단잔당 역
- 박태기 : 8전단잔당 역
- 이수진 : 탈북자 역
- 김현숙 : 탈북자 역
- 권기하 : 탈북자 역
- 김석주 : 탈북자 역
- 서은아 : 무용학원동료 역
- 김민우 : 무용학원접수처 역
- 강우석 : 무용학원접수처 역
- 허진찬 : 택배기사 역
- 이예은 : 어린남매 역
- 임병우 : 목소리출연 역
- 장승연 : 목소리출연 역
- 김정필 : 목소리출연 역
- 정대곤 : 목소리출연 역
- 김솔 : 목소리출연 역
- 전도영 : 목소리출연 역
- 박성웅 : 리영호 역 (특별출연)